# Europski pravac E40
Europski pravac E40 (ukratko: E40) je najdulji europski pravac, s više od osam tisuća kilometara, koji povezuje Calais u Francuskoj, na obali kanala La Manche, s mjestom Ridder (ranije poznat kao Lenjinogorsk) u sjeveroistočnom Kazahstanu, blizu granice s Rusijom i Kinom.
Na istoj trasi postoji i kraća veza preko Berlina i Moskve, međutim E40 daje dodatnu vezu sa srednjoazijskim državama i njihovih 50-ak milijuna stanovnika.
Od većih gradova, pravac E40 povezuje između ostalih:

#### Francuska
- Dunkirk

#### Belgija
- Brugge
- Gent
- Brisel
- Liege

#### Njemačka
- Aachen
- Köln
- Erfurt
- Dresden

#### Poljska
- Wrocław
- Opole
- Katowice
- Krakov
- Rzeszów

#### Ukrajina
- Lavov
- Rivne
- Žitomir
- Kijev
- Harkov
- Luhanjsk
- Donjeck

#### Rusija
- Volgograd
- Astrahan